# X-Men Legends
X-Men Legends è un videogioco Action RPG ispirato ai personaggi del fumetto X-Men pubblicato nel 2004 dalla Activision. Il videogioco è stato reso disponibile per GameCube, N-Gage, PlayStation 2 e Xbox.
Nel videogioco il giocatore deve guidare il gruppo di supereroi mutanti, X-Men, per salvare il mondo dalla minaccia del supercriminale mutante Magneto. Il gruppo controllato dal giocatore è composto da 4 elementi che possono essere scambiati nei punti di salvataggio sparsi per il gioco.

## Trama
La trama del gioco è incentrata su Allison Crestmere, ragazza come tante, che scopre la sua abilità mutante che le permette di controllare il magma vulcanico. La Confraternita dei mutanti malvagi, guidati dal malvagio Magneto, la rintraccia per convincerla invano ad entrare nella sua squadra di supercriminali. Il Professor Xavier manda in suo soccorso Wolverine che riuscirà a salvarla e la farà entrare negli X-Men sotto il nome di Magma.

## Personaggi
| Personaggi giocabili                                              | Personaggi giocabili                                    | Personaggi giocabili                                          |
| ----------------------------------------------------------------- | ------------------------------------------------------- | ------------------------------------------------------------- |
| - Bestia - Colosso - Ciclope - Emma Frost - Gambit                | - Jean Grey - Jubilee - Magma - Nightcrawler - Psylocke | - Professor X† - Rogue - Tempesta - Uomo Ghiaccio - Wolverine |
| Nemici                                                            |                                                         |                                                               |
| - Accoliti - Blob - Fenomeno - Havok - Generale Kincaid - Magneto | - Marrow - Master Mold - Morlock - Mystica - Pyro       | - Shadow King - Sabretooth - Sentinelle - Toad - Valanga      |
| Altri personaggi                                                  |                                                         |                                                               |
| - Alfiere - Forge                                                 | - Guaritore - Magik                                     | - Moira MacTaggert - Uomo Multiplo                            |

†Utilizzabile solo nella missione sul piano astrale.

## Sequel
Nel 2005 è stato pubblicato un sequel intitolato X-Men Legends II: L'Era di Apocalisse. Nel videogioco il giocatore deve guidare, oltre al gruppo di supereroi mutanti, X-Men, anche la Confraternita dei mutanti malvagi che hanno unito le loro forze per distruggere Apocalisse.